# Il violino nero
Il violino nero (Le Violon noir) è un romanzo dello scrittore francese Maxence Fermine, pubblicato nel 1999.

## Trama
Protagonista del romanzo, ambientato nel tardo settecento, è Johannes, un genio musicale che, arruolatosi nell'Armata d'Italia napoleonica, viene ferito durante un combattimento. Soccorso dal liutaio Erasmus ne fa la conoscenza, e scopre che ha costruito un violino unico, capace di emettere suoni simili alla voce di una donna.